# Sébastien Hinault
Pour les articles homonymes, voir Hinault.
Sébastien Hinault est un ancien coureur cycliste français né le 11 février 1974 à Saint-Brieuc. Il est professionnel entre 1997 et 2014. Il est actuellement directeur sportif de l'équipe Arkéa-Samsic.
Il n'a aucun lien de parenté avec son illustre prédécesseur homonyme, le champion cycliste Bernard Hinault.

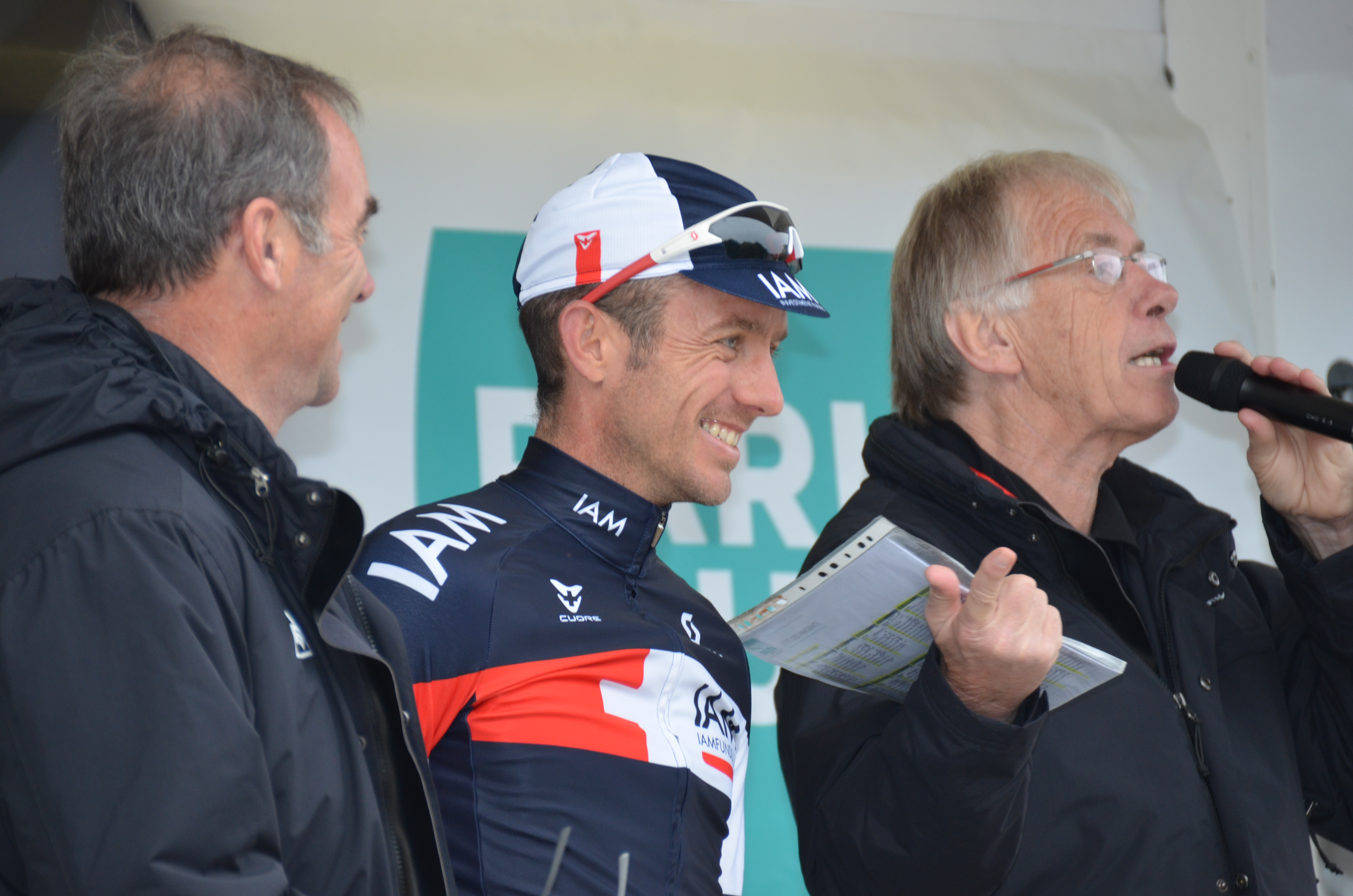
Sébastien Hinault termine sa carrière sur le Paris-Tours 2014

## Biographie

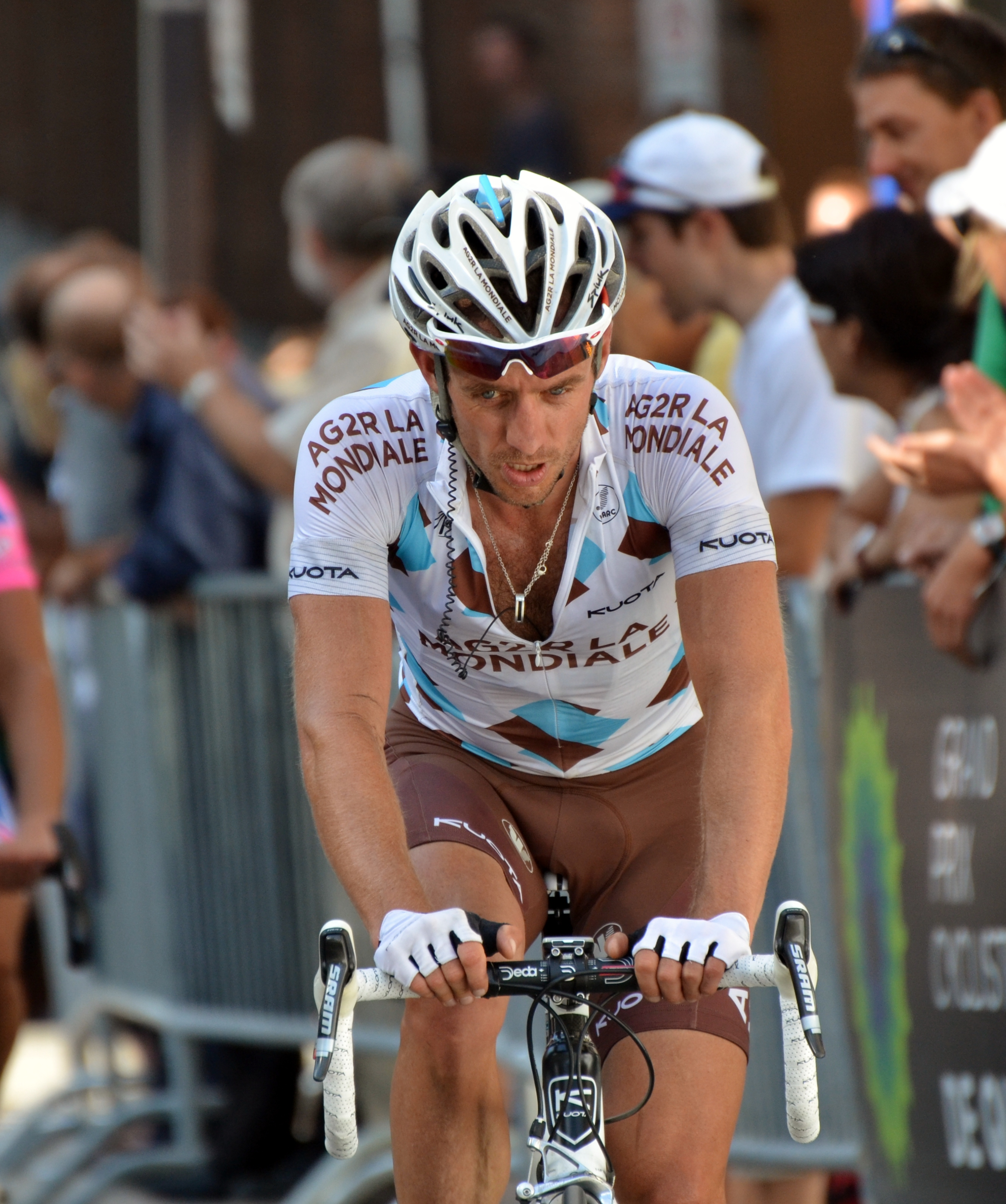
Sébastien Hinault lors du Grand Prix Cycliste de Québec, en 2011

Après avoir poursuivi des études de sport à Strasbourg, Sébastien Hinault devient professionnel en 1997 en débutant dans l'équipe Gan qui deviendra l'équipe cycliste Crédit agricole juste après le Tour de France 1998. En 2000, il remporte le Tour du Finistère. En 2003, il s'adjuge une étape du Tour de Pologne et en 2004, une étape du Tour d'Allemagne. Il a participé à neuf Tours de France consécutifs entre 1999 et 2007.
En 2008, il n'est pas sélectionné pour le Tour de France, mais participe à son premier Tour d'Espagne. Il y remporte la 10e étape au sprint.
Il rejoint en 2009 AG2R La Mondiale, mais ne remporte aucune victoire durant cette saison, son directeur sportif lui ayant imposé un rôle d'équipier.
En 2010, il prépare sa saison avec les classiques flamandes. Il prend la huitième place de Paris-Roubaix, la meilleure performance de sa carrière sur la course. Puis, il termine neuvième de la Vattenfall Cyclassics et prend part au Tour d'Espagne, sans toutefois pouvoir remporter d'étape. À la fin de la saison 2010, il est sélectionné par Laurent Jalabert pour participer à la course en ligne au championnat du monde à Melbourne, en Australie.
En 2011, il termine quatorzième du Circuit Het Nieuwsblad et huitième du Grand Prix E3. Il porte le maillot de meilleur grimpeur sur le Critérium du Dauphiné.
Non retenu initialement pour le Tour de France 2012, Hinault y participe finalement en remplaçant Lloyd Mondory, forfait en raison d'une tendinite à un genou.
En 2013, il signe un contrat en faveur de l'équipe continentale professionnelle IAM. Il met un terme à sa carrière de coureur cycliste en 2014 à l'issue de Paris-Tours. Quelques jours plus tard, le site Internet du quotidien régional breton Ouest-France annonce que Sébastien Hinault est nommé directeur sportif de la formation Bretagne-Séché Environnement,,.
Il est le père de Maryanne Hinault (née en 2000), professionnelle au sein de l'équipe féminine Arkéa Pro Cycling Team en 2022 et 2023 et multiple championne de France sur piste.

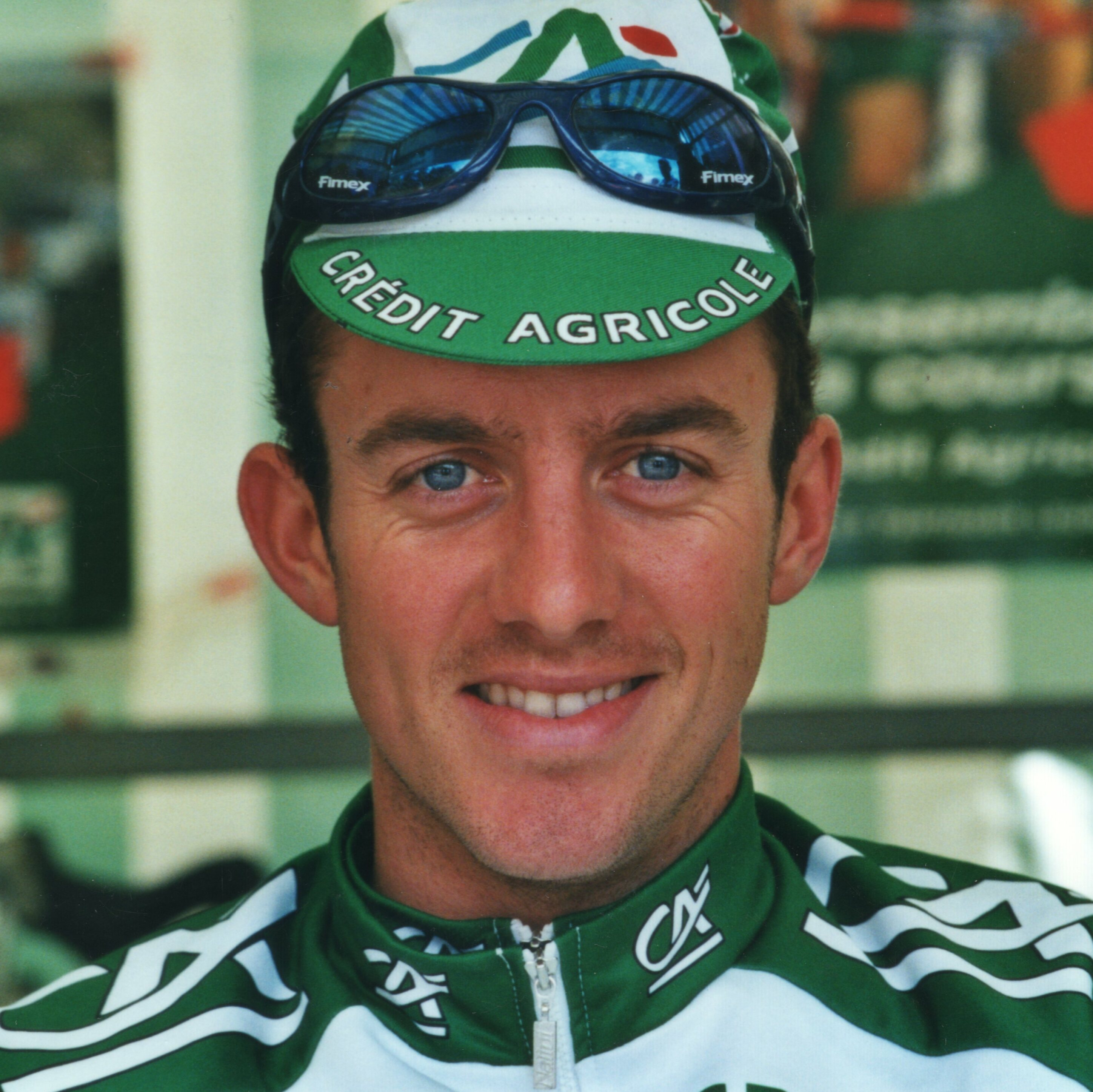
Sébastien Hinault lors du Critérium de Lèves 2001

## Palmarès

### Palmarès amateur
- 1990
  -  Champion de Bretagne UNSS cadets
  - 3e du championnat de France sur route cadets
- 1991
  -  Champion de Bretagne de cyclo-cross juniors
  - Ronde du Printemps
- 1993
  - Étoile de Tressignaux
  - 2e du Circuit du Mené
- 1994
  - 2e étape du Tour de Franche-Comté
- 1996
  - Route bretonne
  - Trois Jours de Rennes :
    - Classement général
    - 4e étape

### Palmarès professionnel
- 2000
  - Tour du Finistère
- 2001
  - 5e étape du Tour de France (contre-la-montre par équipes)
- 2002
  - 3e du Tro Bro Leon
- 2003
  - 4e étape du Tour de Pologne
  - 2e du Grand Prix de Lillers
  - 3e de la Classic Loire-Atlantique
- 2004
  - 4e étape du Tour d'Allemagne
  - 3e du Tour de Vendée
  - 3e de la Classic Haribo
- 2005
  - 2e étape du Circuit franco-belge
  - 3e du Circuit franco-belge
- 2006
  - 8e étape du Tour de Langkawi
  - 8e étape du Tour de Picardie
  - 4e étape du Tour du Limousin
  - 3e du Tour de Vendée
- 2007
  - 3e étape de la Tropicale Amissa Bongo
- 2008
  - Tour du Limousin :
    - Classement général
    - 3e étape

  - 10e étape du Tour d'Espagne
- 2010
  - 8e de Paris-Roubaix[n 1]
  - 9e de la Vattenfall Cyclassics
- 2011
  - 8e du Grand Prix E3
- 2012
  - 3e étape du Circuit de Lorraine
  - Boucles de l'Aulne
  - 3e du Tour de Vendée

### Résultats sur les grands tours

#### Tour de France
11 participations
- 1999 : 123e
- 2000 : 125e
- 2001 : 137e, vainqueur de la 5e étape (contre-la-montre par équipes)
- 2002 : 147e
- 2003 : 138e
- 2004 : abandon (10e étape)
- 2005 : 115e
- 2006 : 113e
- 2007 : 132e
- 2011 : 111e
- 2012 : 122e

#### Tour d'Italie
2 participations
- 2009 : 135e
- 2010 : 100e

#### Tour d'Espagne
4 participations
- 2008 : 64e, vainqueur de la 10e étape
- 2009 : 69e
- 2010 : 117e
- 2014 : 106e

### Classements mondiaux
| Année                  | 2009 | 2010 | 2011 | 2012 | 2013 | 2014 |
| ---------------------- | ---- | ---- | ---- | ---- | ---- | ---- |
| Calendrier mondial UCI | 220e | 130e |      |      |      |      |
| UCI World Tour         |      |      | 164e | 204e |      |      |
| UCI Europe Tour        |      |      |      |      | 337e | 692e |